# Гуциська (Великопольське воєводство)
Гуциська (пол. Huciska) — село в Польщі, у гміні Мурована Ґосліна Познанського повіту Великопольського воєводства.